# Большеглазый нитепёрый снэппер
Большеглазый нитепёрый снэппер (лат. Pristipomoides macrophthalmus) — вид лучепёрых рыб семейства луциановых (Lutjanidae). Распространены в западной части Атлантического океана. Максимальная длина тела 50 см. Имеют ограниченное промысловое значение.

## Описание
Тело удлинённое, веретенообразной формы, относительно высокое; высота тела на уровне начала спинного плавника составляет 32—39 % стандартной длины тела. Верхний профиль рыла и затылка выпуклый. Рыло короткое и тупое. На обеих челюстях зубы в передней части увеличенные, конической формы; а внутренние зубы ворсинчатые. В передней части верхней челюсти несколько клыковидных зубов. Есть зубы на сошнике и нёбе. На сошнике зубы расположены в виде пятна V-образной формы без срединного выступа. Язык без зубов. Межглазничное пространство плоское. На первой жаберной дуге 19—25 жаберных тычинок, из них на верхней части 6—8, а на нижней 13—17. Один спинной плавник с 10 жёсткими и 11 мягкими лучами. В анальном плавнике 3 жёстких и 8 мягких лучей. Жёсткая и мягкая части плавника не разделены выемкой. Последний мягкий луч спинного и анального плавников удлинённый, заметно длиннее остальных лучей. На верхней челюсти, мембранах спинного и анального плавников нет чешуи. Грудные плавники длинные с 15—16 мягкими лучами, их окончания доходят до анального отверстия. Хвостовой плавник выемчатый. В боковой линии от 54 до 57 чешуек. Ряды чешуи на спине идут параллельно боковой линии.
Спина и верхняя часть тела розового цвета с серебристым оттенком. Нижняя часть тела и брюхо серебристые. Плавники полупрозрачные или розовые.
Максимальная длина тела 50 см, обычно до 30 см.

## Ареал и места обитания
Распространены в тропических водах западной части Атлантического океана. Встречаются у Бермудских, Багамских и Больших Антильских островов; во Флоридском проливе и Карибском море у берегов Никарагуа и Панамы. Обитают на глубине от 100 до 550 м. Питаются рыбами и крупными планктонными организмами.